# هيلدا غان اولسن
هيلدا غان اولسن (بالنرويجية البوكمول: Hilde Gunn Olsen)‏ (2 مارس 1992 - ) هي لاعبة كرة قدم نرويجية في مركز حراسة المرمى.

## وصلات خارجية
- هيلدا غان اولسن على موقع اتحاد النرويج (النرويجية)
- هيلدا غان اولسن على موقع قاعدة بيانات كرة القدم.إي يو (الإنجليزية)
- هيلدا غان اولسن على موقع Soccerway.com (الإنجليزية)
- هيلدا غان اولسن على موقع عالم كرة القدم.نت (الإنجليزية)